# Boghuma Kabisen Titanji
Boghuma Kabisen Titanji (nascida em Camarões) é uma médica camaronesa e pesquisadora clínica. Ela é especialista no vírus HIV resistentes a medicamentos.

## Educação e trabalho
Boghuma Kabisen Titanji fez sua graduação em Medicina em Camarões; pela Universidade de Yaoundé I, na cidade de Yaoundé, capital dos Camarões. Recebeu seu mestrado e DTM&H em Medicina Tropical e Saúde Internacional da London School of Hygiene & Tropical Medicine, em 2010, em Londres, na Inglaterra; e um PhD em Doenças Infecciosas, estudando a propagação do HIV-1 célula a célula e resistência a medicamentos antirretrovirais da University College London, em 2014, também em Londres. O trabalho de Boghuma enfoca os mecanismos de transmissão do HIV e resistência aos medicamentos antirretrovirais. Em maio de 2012, ela deu uma palestra TED sobre a ética da pesquisa médica na África.

## Reconhecimento e prêmios
- 2012 - Bolsa de estudos da Commonwealth.[8]
- 2014 - Lista das 100 mulheres mais inspiradoras do ano, da BBC, por seu trabalho no avanço da pesquisa eticamente sólida.[9]

## Publicações selecionadas
- Boghuma Kabisen Titanji, Deenan Pillay1, Clare Jolly (maio de 2017) " Antiretroviral therapy and cell-cell spread of wild-type and drug-resistant human immunodeficiency virus-1 ", 5 de maio de 2017, Journal of General Virology 98: 821–834, doi: 10.1099/jgv.0.000728
- Boghuma Kabisen Titanji Marlen Aasa-Chapman, Deenan Pillay e Clare Jolly (dezembro de 2013) " Os inibidores de protease bloqueiam eficazmente a propagação do HIV-1 célula a célula entre as células T ", Retrovirology. 2013; 10: 161. Publicado online em 24 de dezembro de 2013. doi: 10.1186/1742-4690-10-161